# Município de Center (condado de Wood, Ohio)
Localização do Ohio nos E.U.A.
O município de Center (em inglês: Center Township) é um local localizado no condado de Wood no estado estadounidense de Ohio. No ano 2010 tinha uma população de 1206 habitantes e uma densidade populacional de 18,64 pessoas por km².

## Geografia
O município de Center encontra-se localizado nas coordenadas 41° 22′ 47″ N, 83° 35′ 45″ O. Segundo a Departamento do Censo dos Estados Unidos, o município tem uma superfície total de 64.69 km², da qual 64,5 km² correspondem a terra firme e (0,29 %) 0,19 km² é água.

## Demografia
Segundo o censo de 2010, tinha 1206 pessoas residindo no município de Center. A densidade de população era de 18,64 hab./km².